# Lý Giai Tâm
Lý Giai Tâm có tên tiếng Anh là Ali Lee (sinh ngày 27 tháng 11 năm 1982 tại Hồng Kông thuộc Anh) là một nữ diễn viên truyền hình-diễn viên điện ảnh, người mẫu kiêm người dẫn chương trình nổi tiếng người Hồng Kông gốc Trung Quốc. Cô hiện đang là diễn viên độc quyền của hãng TVB.

## Tiểu sử
Sau khi nhận được bằng liên kết về nghệ thuật thị giác từ Đại học City Hong Kong, Tâm làm việc với tư cách là người mẫu cho tạp chí Weekend Weekly trong thời gian ngắn và đóng vai chính trong một vài quảng cáo trên truyền hình.  Năm 2008, Tâm ký hợp đồng với Cable TV Hong Kong và bắt đầu tổ chức nhiều chương trình truyền hình cho đài truyền hình cáp, bao gồm các chương trình giải trí, du lịch và các chương trình thể thao.  Cô đã ra mắt diễn xuất vào năm 2011 trong phim Hành Động Liêm Chính 2011, miêu tả về nhân viên ICAC (chống tham nhũng) tên Ashley.
Hết hạn hợp đồng với Cable TV, Tâm gia nhập TVB vào cuối năm 2012 và xuất hiện trong chương trình FIFA Confederations Cup 2013 - Kick-Off Carnival.  Vai diễn TVB đầu tiên của cô là "Sue" trong bộ phim hài lãng mạn 2014 Đơn Luyến Song Thành; cô xuất hiện trong bảy bộ phim truyền hình dài tập TVB cùng năm đó đóng những vai phụ.
Tâm bắt đầu nhận được sự chú ý cho diễn xuất của mình sau khi là một trong những nhân vật phản diện chính trong bộ phim khánh đài TVB 2014 Đứa Con Ngoại Tộc. Vào năm 2015, cô nhận được giải thưởng TVB Nữ diễn viên tiến bộ vượt bậc cho đề cử phim Chuyện Bốn Nàng Luật Sư, Thiện Nữ Lạc Hồn và Tái Đắc Hữu Tình Nhân. Cuối năm 2015, cô được chọn làm nữ chính phim Luật Sư Đại Tài, đóng cùng Phương Trung Tín và Liêu Khải Trí. Năm 2016, cô được công nhận là một nữ diễn viên khi giành được cả giải StarHub Nghệ sĩ TVB tiến bộ vượt bậc và giải thưởng TVB Nữ diễn viên tiến bộ vượt bậc. Cùng năm đó, cô được chọn đóng vai chính với La Gia Lương trong phim Cạm Bẫy Thương Trường.

## Phim

### RTHK
| Năm  | Tên phim                  | Tên gốc      | Vai diễn |
| 2011 | Hành Động Liêm Chính 2011 | 廉政行動2011 | Ashley   |
| 2012 | Thủ Ngữ Tùy Tưởng Khúc    | 手語隨想曲   |          |

### TVB
| Năm  | Tên phim                                        | Tên gốc         | Vai diễn              | Ghi chú        |
| ---- | ----------------------------------------------- | --------------- | --------------------- | -------------- |
| 2014 | Đơn luyến song thành                            | 單戀雙城        | Sue                   | vai phụ        |
| 2014 | Thực vi nô/ Đôi đũa mạ vàng                     | 食為奴          | Nhĩ phi               | vai phụ        |
| 2014 | Thông điệp tình yêu                             | 愛我請留言      | Tình Lữ               | vai phụ        |
| 2014 | Hàn sơn tiềm long                               | 寒山潛龍        | Uyển phi              | vai phụ        |
| 2014 | Ái Hồi gia/ Mái ấm gia đình                     | 愛•回家         | Susanna Kwan          | vai phụ        |
| 2014 | Tái đắc hữu tình nhân                           | 載得有情人      | Nguyễn Gia Bảo        | vai phụ        |
| 2014 | Danh môn ám chiến/ Đứa con ngoại tộc            | 名門暗戰        | Ivy Dư Thi Lâm        | vai phản diện  |
| 2014 | Phi hổ II                                       | 飛虎II          | Trương Đào            | vai phản diện  |
| 2015 | Chuyện bốn nàng luật sư                         | 四個女仔三個BAR | Sầm Lệ Thanh          | vai chính      |
| 2015 | Thiện nữ lạc hồn                                | 倩女喜相逢      | Cửu vĩ hồ             | vai phụ        |
| 2015 | Vô song phổ                                     | 無雙譜          | Trích Tiên            | vai phụ        |
| 2016 | Trào lưu giáo chủ/ Cuộc chiến thời trang        | 潮流教主        | Vincy Kỷ Vân Vân      | vai chính      |
| 2016 | Cự luân II                                      | 巨輪II          | Wing Chung Dĩnh       | nữ chính thứ 3 |
| 2016 | Luật chính cường nhân/ Luật sư đại tài          | 律政強人        | Hazel Trác Nghi Trung | vai chính      |
| 2017 | Dữ điệp đồng mưu/ Cạm bẫy thương trường         | 與諜同謀        | Rachel Trần Hi Văn    | vai chính      |
| 2017 | Thải qua giới/ Bước qua ranh giới               | 踩過界          | Never Vương Lệ Phàm   | vai chính      |
| 2017 | Khoa thế đại/ Những kẻ ba hoa                   | 誇世代          | Paris Thượng Khả Dao  | vai chính      |
| 2018 | Xin chào sếp nhé                                | 波士早晨        | Roxie Diêu Lạc Thi    | nữ chính thứ 2 |
| 2018 | Baby đến rồi                                    | BB來了          | Ellen Đường Điềm Nhi  | vai chính      |
| 2018 | Khiêu nhược sinh mệnh tuyến/ Đội cứu hộ sinh tử | 跳躍生命線      | Chương Tuệ Tâm        | khách mời      |
| 2019 | Bạch sắc cường nhân/ Người hùng blouse trắng    | 白色強人        | Kennis Trình Lạc Văn  | nữ chính thứ 2 |
| 2020 | Sát thủ                                         | 殺手            | Tiền Hướng Thiến      | vai chính      |
| 2021 | Ái mỹ lệ cuồng tưởng khúc                       | 愛美麗狂想曲    | Amelia Vương Lệ Mỹ    | vai chính      |
| 2021 | Người yêu thông minh                            | 智能愛人        | A Bảo                 | vai chính      |
| 2022 | Người đàn ông hoàn hảo                          | 有種好男人      | Charlie Du Tử Trừng   | vai chính      |

## Video âm nhạc
| Năm  | Tên MV                           | Ca sĩ                              | Vai trò            |
| ---- | -------------------------------- | ---------------------------------- | ------------------ |
| 2015 | Taste It Don't Waste It 點止冰冰 | Vương Tử Hiên, Trần Hoán Nhân      | Diễn xuất đặc biệt |
| 2016 | Thuận gió 乘風                   | Bài hát chủ đề Amazing Summer 2016 | Diễn xuất          |